# Libertariański paternalizm
Libertariański paternalizm – koncepcja wprowadzona przez Richarda Thalera oznaczająca dążenie do zmian ludzkich zachowań poprzez ograniczanie wyboru.
Trzon pojęcia "paternalizm" wynika z próby wpływania bezpośredniego lub pośredniego przez państwo na wybór społeczeństwa, trzon pojęcia "libertariański" wskazuje na to, że ostateczny wybór należy do jednostki.